# Mualani
Mualani — takođe znana kao Muolani ili jednostavno kao Mua (havajski lani = „nebo“) — bila je poglavarka Koʻolaua na havajskom ostrvu Oahuu.
Njena majka je bila poglavarka Hinakaimauliava od Koʻolaua, a otac joj je bio Kahivakaapu. Bila je unuka poglavice Kalehenuija te je pripadala porodici čarobnjaka Mavekea sa Tahitija.
Nakon šta joj je majka umrla, Mualani ju je nasledila.
Mualanin suprug je bio čovek zvan Kaomealani I (ili Kaomea). Imali su sina i ćerku; sin im je bio poglavica Kua, a ćerka Kapua. Kua je oženio svoju sestru, šta je bio običaj na drevnim Havajima. Njihov brak je smatran svetim. Kua i njegova sestra bili su roditelji Kavalevaleokua, koji je smatran bogom.